# Epophthalmia kuani
Epophthalmia kuani là loài chuồn chuồn trong họ Macromiidae. Loài này được Jiang miêu tả khoa học đầu tiên năm 1998.